# شهرداری گراد
شهرداری گراد (به لاتین: Municipality of Grad) یک منطقهٔ مسکونی در اسلوونی است که در اسلوونی واقع شده‌است. شهرداری گراد ۳۷٫۴ کیلومتر مربع مساحت و ۲٬۳۰۲ نفر جمعیت دارد.